# Lospalos
Lospalos je město v republice Východní Timor. Nachází se 150 km východně od Dili a je správním centrem municipality Lautém. Město má 12 743 obyvatel.
Název města znamená v lokálním jazyce fataluku „zahrada oviječů“. Nachází se zde autobusové nádraží a tržiště. Turistickou zajímavostí je animistická svatyně Lee-teinu, katolický kostel svatého Pavla i protestantská modlitebna. Nedaleko města leží jezero Ira Lalaro. Ve městě sídlí rozhlasový vysílač Rádio Communidade de Lospalos.
V Lospalos se narodil Frederico Almeida Santos da Costa, zakladatel strany APODETI. Během krize na Východním Timoru v roce 1999 zde proindonéské milice spáchaly sérii vražd civilistů, známou jako Lospalos case.